# Mirko Drotschmann
Mirko Drotschmann (Malsch, 30 april 1986) is een Duitse journalist, presentator, auteur en webvideo-producer.

## Biografie

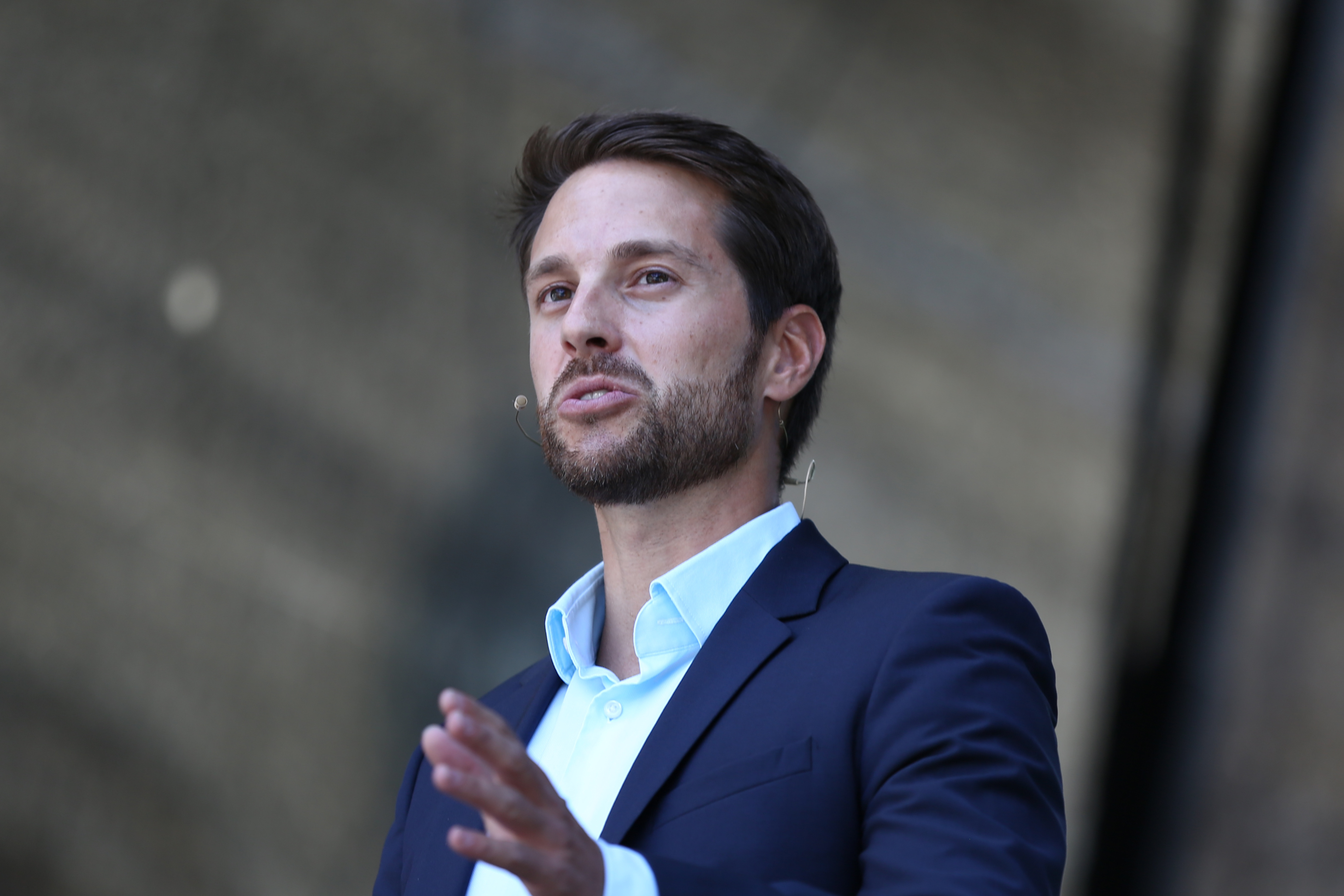
Mirko Drotschmann op de Max Planck-dag (2018)

Tijdens zijn schooltijd was Drotschmann hoofdredacteur van de schoolkrant en schoolwoordvoerder van het Albertus-Magnus-Gymnasium in Ettlingen, waar hij van 2002 tot 2004 in de jeugdraad werkte en tot 2010 in de gemeenteraad van de SPD.
Na zijn afstuderen aan de middelbare school, waar hij gemiddeld 1,6 haalde, zat hij bij de SWR en werkte daar als freelancer en als verslaggever en moderator voor het Dasding-jongerenradioprogramma. Na zijn maatschappelijke dienst studeerde hij geschiedenis en cultuurwetenschappen aan het Karlsruher Institut für Technologie, en werkte hij tegelijkertijd als freelance journalist. Vervolgens werkte hij aan het ZDF-kinderprogramma logo! met en was moderator bij N-Joy en freelance reporter voor andere omroepen en de Stuttgarter Zeitung.
In 2013 en 2014 heeft hij een journalistiek traineeship (stage) afgerond bij SWR.
Van oktober 2014 tot december 2017 was Drotschmann verslaggever en moderator bij logo! (ZDF). Hij is ook directeur van het productiebedrijf objektiv Media GmbH, waarmee hij formats produceert voor omroepen, autoriteiten, bedrijven en niet-gouvernementele organisaties in Duitsland.
Mirko Drotschmann is lid van de onpartijdige Landesrat für digitale Entwicklung und Kultur, die de deelstaatregering van Rijnland-Palts adviseert over digitale kwesties. Bovendien maakte Drotschmann tot eind 2018 deel uit van de gezondheidswetenschappelijke denktank “iHealth” van de redactie van Handelsblatt.
In 2020 modereerde hij vier programma's over het onderwerp geschiedenis voor Terra X op ZDF.
Drotschmann is getrouwd en heeft twee dochters (* 2016, * 2020). Hij woont in Rijn-Hessen in de deelstaat Rijnland-Palts.

## YouTube-carrière
Drotschmann behandelt actuele politieke en sociale kwesties op zijn YouTube-kanaal “MrWissen2go”. Dit kanaal heeft meer dan 1,49 miljoen abonnees (stand mei 2021) en maakt deel uit van het Duitse online media-aanbod Funk van ARD en ZDF. Daarnaast modereert Drotschmann sinds 2017 het YouTube-kanaal “MrWissen2go Geschichte” (voorheen “musstewissen Geschichte”), waarop hij elke donderdag een onderwerp uit de geschiedenis toelicht. Dit heeft meer dan 720.000 abonnees (stand mei 2021) en wordt ook geproduceerd door Funk.
In januari 2015 startte Drotschmann de campagne #YouGeHa (YouTuber gegen Hass), waarin video's werden verzameld van YouTubers die zich opstellen tegen onder meer racisme, xenofobie en homofobie. De actie won een publieksprijs bij The BOBs Awards in 2016.
Tijdens de Duitse Bondsdagverkiezingen in 2017 hielden Mirko Drotschmann en drie andere YouTubers elk een interview met bondskanselier Angela Merkel (CDU) en haar uitdager Martin Schulz (SPD), dat live op YouTube werd uitgezonden.
Van 2015 tot april 2019 modereerde hij het YouTube-kanaal "MDR ZEITREISE2go" en het geschiedenismagazine MDR Zeitreise in MDR, waarop hij historische gebeurtenissen en prominente figuren in de geschiedenis toelichtte. Zijn opvolger was Janett Eger.

## Werken
- Verrückte Geschichte – Absurdes, Lustiges und Unglaubliches aus der Vergangenheit. riva, München 2016.